# Epicarmo
Epicarmo (en griego antiguo: Ἐπίχαρμος, Epícharmos; Mégara Hiblea, de Sicilia, ca. 540 a. C.-Siracusa, 450 a. C.) fue un comediógrafo y filósofo presocrático griego.  

## Biografía
Si bien existen teorías según las cuales habría nacido en la isla de Cos, en Siracusa, en Crasto o en Samos, lo cierto es que Aristóteles, en su Poética, señala como su lugar de nacimiento la ciudad de Megara, en Sicilia, donde vivió durante mucho tiempo.

## Obra
Es el máximo representante, con Pratinas, del primer periodo de la comedia griega. Perfeccionó la unidad de ese género, llevó a él asuntos míticos y numerosos tipos populares, y escribió gran número de textos destinados al mimo. 
Los antiguos dividieron sus comedias, caracterizadas por la densidad expresiva, la agilidad de la acción y la perfecta construcción dramática, en diez tomos, si bien solamente han llegado hasta nuestros días los títulos de sus obras y unos trescientos fragmentos. De aquellas cabe citar:
- Odiseo náufrago,
- Odiseo desertor,
- Las nupcias de Hebe,
- Las Bacantes,
- El cíclope,
- Filoctetes,
- Las sirenas,
- Heracles a la conquista del cinto,
- Fiesta e islas,
- Tierra y mar,
- Los troyanos,
- Busírides,
- Logos y Loguina,
- Esperanza o riqueza,
- Los Dionisios,
- Heracles junto a Folo.

Como se deduce de los títulos, realizaba parodias mitológicas. Introdujo varios personajes tipo, como el parásito, el visitante o el filósofo, y un escritor antiguo afirma que fue el primero en subir al escenario un borracho. Algunos de estos personajes aparecerán más tarde en el mimo y en la comedia ática. 
Escribió sus comedias en el dialecto dórico de Siracusa, e influyó en el desarrollo de la comedia ateniense. En el año 470 a. C. se encontraba en la corte del tirano Hierón I de Siracusa, donde coincidió con Esquilo.
Según cuenta Diógenes Laercio, Epicarmo «fue alumno de Pitágoras». Según cuenta Jámblico, «introdujo en sus versos los pensamientos de Pitágoras».